# Vražda Borise Němcova
Vražda Borise Němcova, ruského politika, předsedy Republikánské strany Ruska (RPR-PARNAS), poslance Jaroslavské oblastní dumy, se stala v pátek 27. února 2015 v Moskvě. Politik byl zastřelen pozdě v noci na mostě, který vede přes řeku Moskvu, po kterém šel se svou přítelkyní, 23letou ukrajinskou modelkou Annou Durickou. Němcov byl zavražděn v předvečer opozičního pochodu „Jaro“, jehož byl organizátorem, a který se měl uskutečnit 1. března 2015. Poté, co byl Němcov zavražděn, organizátoři místo pochodu v Mariině oblasti, uskutečnili pohřební průvod v centru Moskvy.

## Souvislosti
Rodinný právník Borise Němcova, Vadim Prochorov, sdělil tiskové agentuře Interfax, že politikovi vyhrožovali na sociální síti neznámé osoby a v souvislosti s tím se Němcov obrátil k justičním orgánům. Ve stejné době „Interfax“, s odkazem na zdroj u justičních orgánů, poznamenal, že v průběhu vyšetřování bylo zjištěno, že v předvečer vraždy se Němcov k justičním orgánům s podezřením na ohrožení neobracel. Vyhrožování Němcovovi prostřednictvím sociální sítě na konci roku 2014 oznámila jeho zástupkyně pro Jaroslavskou oblastní dumu Olga Vachrina. Poznamenala také, že „jedna taková událost byla ohlášena na policii“.[zdroj⁠?!]
Necelé tři hodiny před vraždou (od 20:00 do 21:00 moskevského času) byl Němcov v éteru rádiové stanice Echo Moskvy. Hlavními tématy jeho vystoupení byly – protikrizový pochod „Jaro“, obvinění Putina z vypuknutí ozbrojeného konfliktu na východě Ukrajiny, korupce, související s Putinem a spravedlivé volby.[zdroj⁠?!]
Zabití Němcova bylo první vraždou významného ruského politika od roku 2005 do roku 2015.[zdroj⁠?!]

### Interview Němcova pro časopis „Sobesednik“
10. února roku 2015, dva týdny před vraždou, hovořil Němcov v interview pro časopis „Sobesednik“ o tom, že jeho matka má o něj strach a bojí se, že kvůli kritice na adresu Putina ho mohou zabít. Některá média tento rozhovor ve zprávách o Němcovově smrti zmiňovala. Po jeho smrti časopis zveřejnil plnou verzi rozhovoru, kde Němcov doplnil, že co se týče jeho obav o vlastní život, tak pouze žertoval:

- Ptá se vás, kdy už přestanete Putina kritizovat?

- Když jí pravidelně volám, říkává: „Synku, kdy už přestaneš Putina kritizovat? Vždyť tě zabije.“ (směje se)

...

- No a konečně poslední otázka. Vy sám se Putina nebojíte? Nebo jste přece jen opatrnější?

- Já osobně? Moc se nebojím.

- Ale trochu ano, je to tak?

- Podívejte, dělám si legraci. Kdybych se bál, asi těžko bych mohl šéfovat opoziční straně a těžko bych mohl dělat to, co dělám.

## Vražda

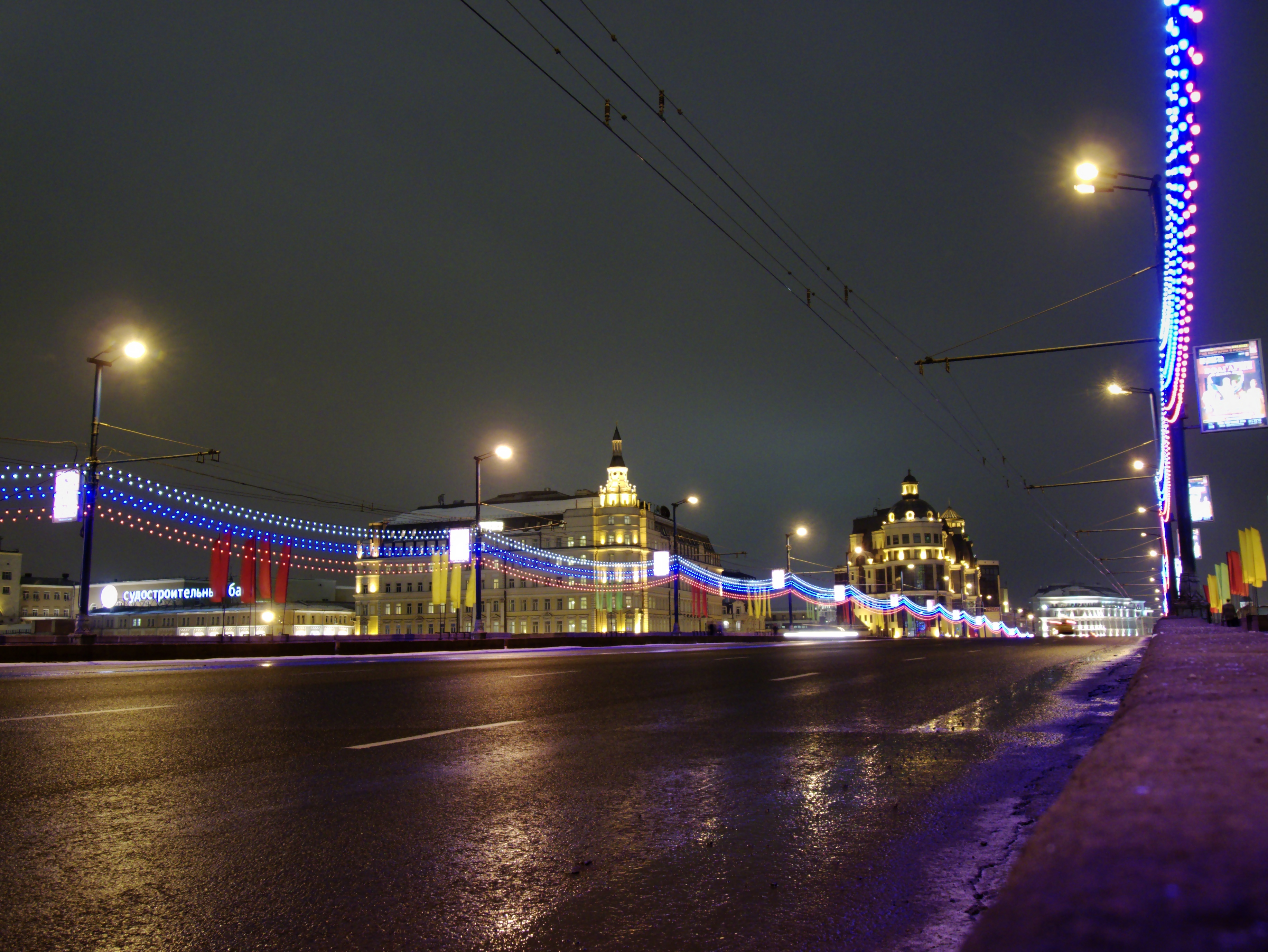
Most přes řeku Moskvu, pohled na ulici Malaja Ordynka, kde Němcov žil

Boris Němcov byl zavražděn zbraní neznámého pachatele v Moskvě 27. února roku 2015 ve 23:30 moskevského času na mostě, který vede přes řeku Moskvu, po kterém se procházel se svou přítelkyní, ukrajinskou modelkou Annou Durickou, poté, co povečeřeli v GUMu a měli namířeno do domu v ulici „Malaja Ordynka“. Vyšetřování ukázalo, že zločinci Němcova sledovali a znali trasu jeho pohybu. Vrah Borise Němcova několikrát střeli do zad, a poté nastoupil do osobního automobilu bílé barvy (zprvu se mylně předpokládalo, že vrahové stříleli z projíždějícího automobilu). Na Němcova vystřelili šestkrát zezadu, z čehož čtyři kulky trefily hlavu, srdce, játra a žaludek. Svým zraněním Němcov na místě podlehl. Pachatelé zmizeli v automobilu a byl vyhlášen plán „Dopadení“.[zdroj⁠?!]
V rozhovoru pro ruský televizní kanál „Dožď“ Durická řekla, že vrah přistoupil k Němcovovi zezadu a po střelbě ujel ve světlém automobilu, jehož SPZ a značku si nezapamatovala. Durická vypověděla, že po incidentu se obrátila s prosbou o pomoc k řidiči sněžného pluhu, který stál opodál, zjistila si telefonní číslo na policii a ta byla do deseti minut od jejího telefonátu na místě činu.[zdroj⁠?!]
V deníku „Kommersant“ se objevilo prohlášení o tom, že záznamy z bezpečnostních kamer z místa činu chybí, protože v té době byly vypnuty kvůli opravám. Moskevské oddělení informačních technologií však tuto zprávu popřelo s tím, že všechny kamery, které v této oblast jsou, pracovaly správně a žádné práce se na těchto zařízeních neprováděly. Na druhé straně, podle zástupce Federální bezpečnostní služby Ruska Sergeje Devjatova, most, po kterém se Němcov a Durická procházeli, není v zorném poli bezpečnostních kamer Federální služby ochrany (FSO, chrání ústavní činitele RF, nezaměňovat s FSB). Bývalý ředitel Federální bezpečnostní služby, poslanec Státní dumy Nikolaj Kovaljov v rozhovoru pro rádiovou stanici „Govorit Moskva“ upozornil na skutečnost, která nebývá u nájemných vražd obvyklá. Němcovova společnice neutrpěla žádnou fyzickou újmu a v takových případech bývají obvykle všichni svědci „odstraněni“.[zdroj⁠?!]
Deník „Kommersant“, který se odkazuje na své zdroje u policie poznamenal, že podle provedené odborné expertizy vrahové asi nebyli profesionálové, protože použili náboje ráže 9 mm, které byly vyrobeny v různou dobu a různými výrobci. Podle deníku byly čtyři náboje vyrobeny v roce 1986 v továrně ve městě Jurjuzaň a další dva byly vyrobeny v roce 1992 v továrně na náboje ve městě Tula. Experti z toho usuzují, že vrahové disponovali omezeným množstvím munice. Vražednou zbraní mohla být pistole Makarov PM nebo plynová pistole „Iž“, upravená ke střelbě ostrými náboji. Mimo jiné deník Kommersant upozorňuje na fakt, že vrahové nechali naživu svědkyni, která byla natolik šokovaná, že nemohla uvést značku automobilu, ve kterém vrahové ujeli.[zdroj⁠?!]

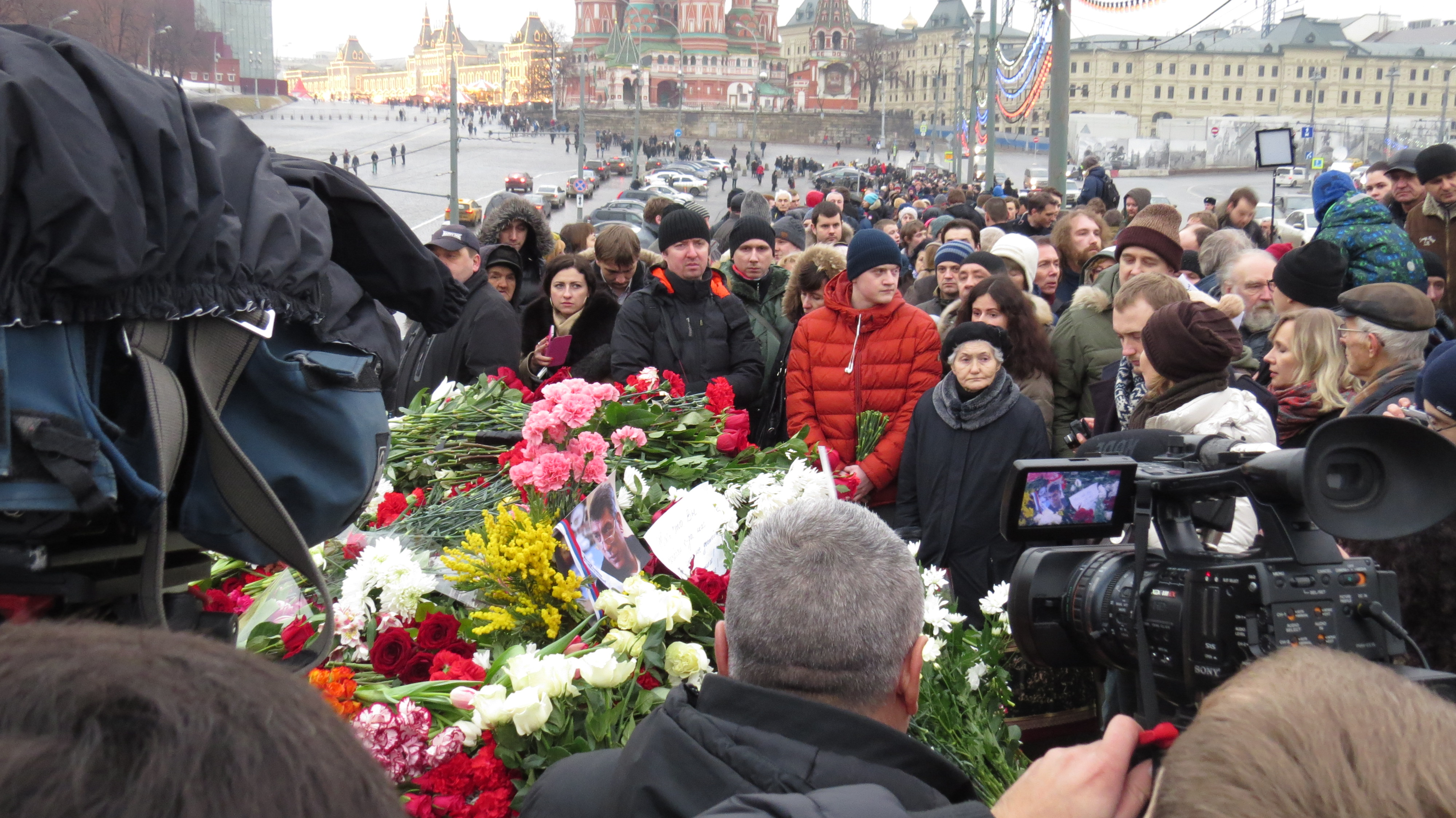
Zástup lidí na místě vraždy Němcova

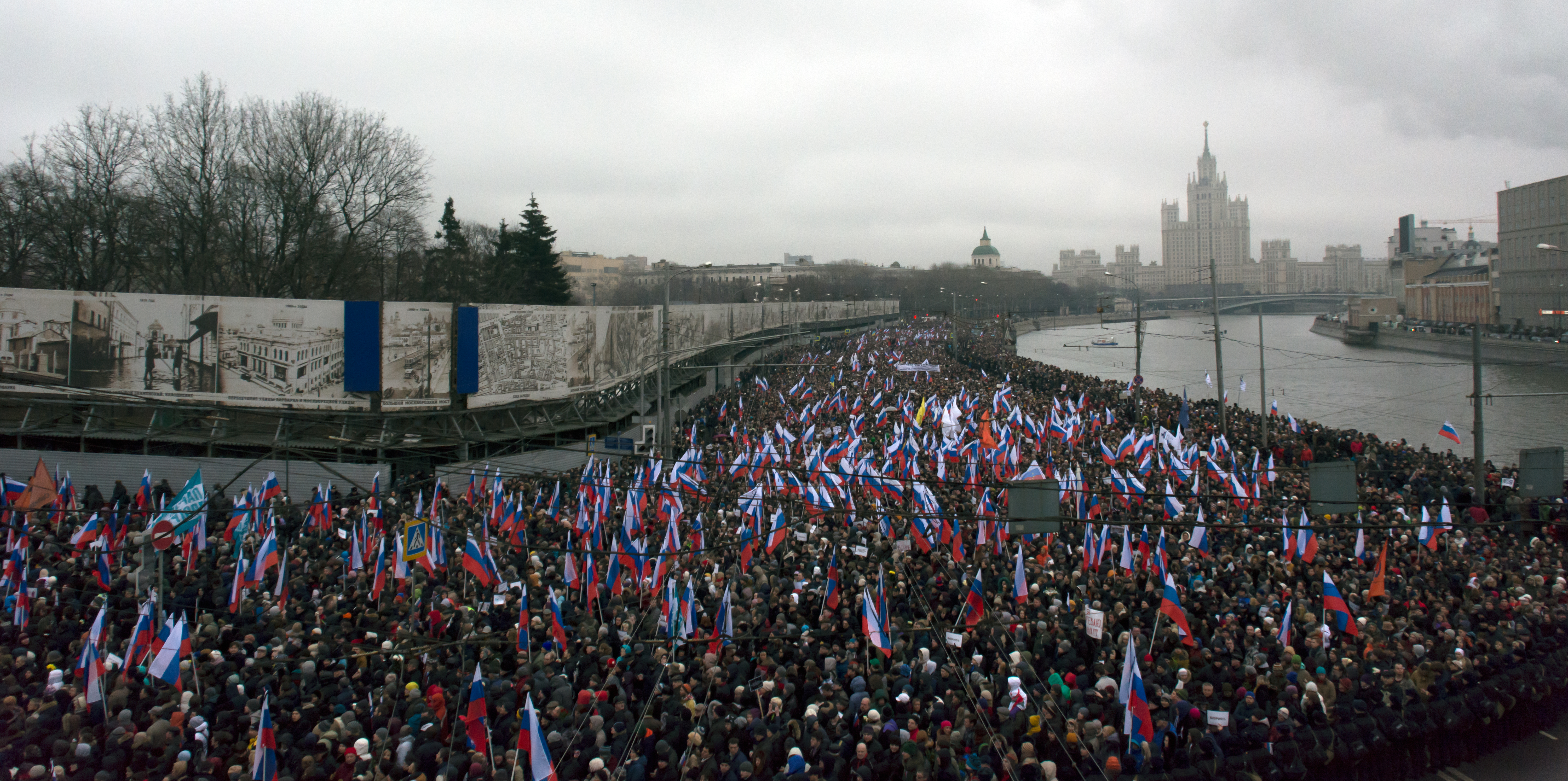
Smuteční průvod na památku Borise Němcova (1. března 2015 v Moskvě)

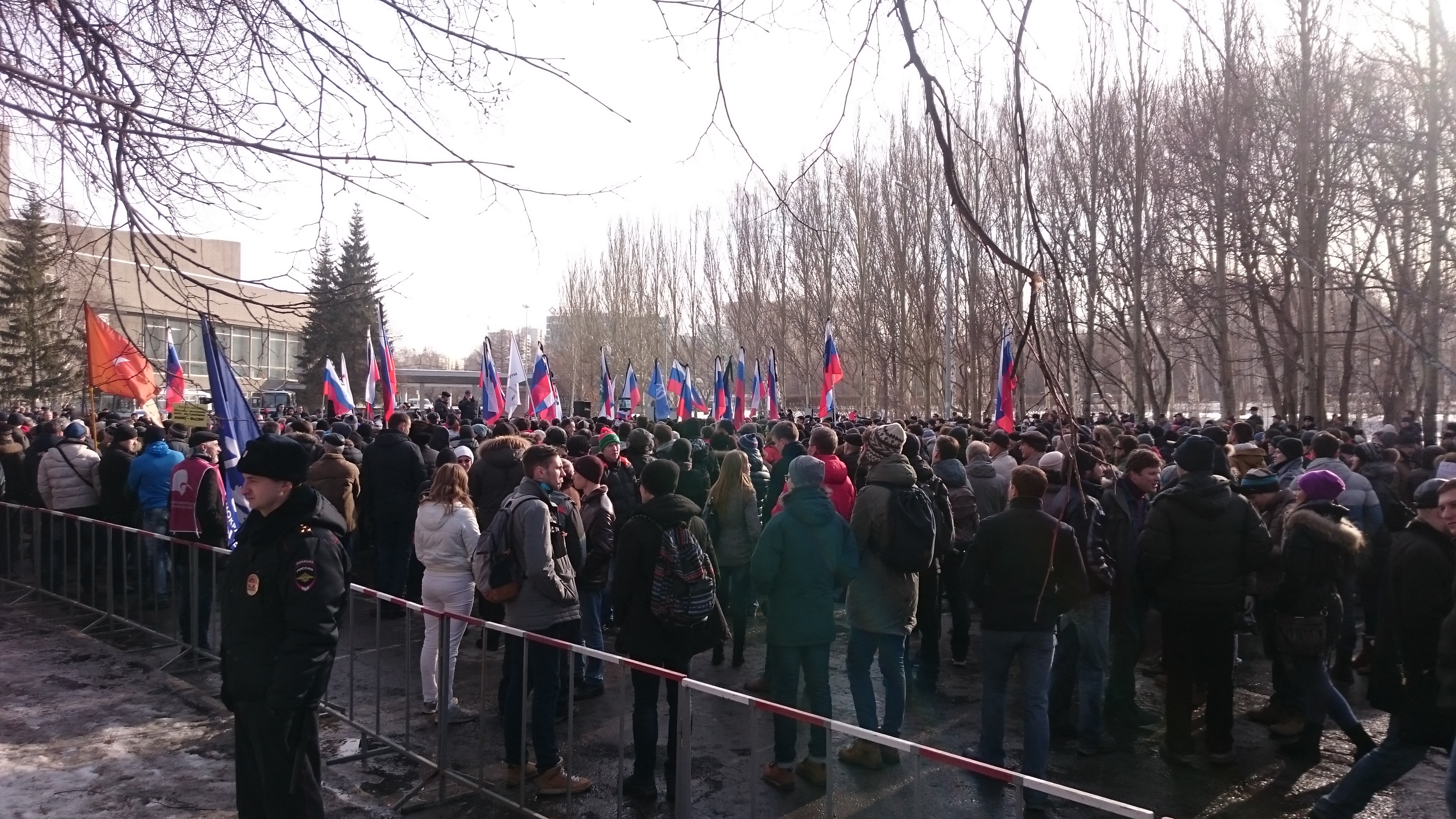
Setkání při příležitosti vzpomínky na Borise Němcova (1. března 2015 v Jekatěrinburgu)

## Reakce na vraždu
Vražda Němcova vyvolala řadu reakcí jak v Rusku, tak i v zahraničí.

### Rusko
Mnozí ruští politici i veřejní činitelé vraždu odsoudili a vyjádřili soustrast rodinným příslušníkům a blízkým Němcova. Byli mezi nimi např.: prezident Ruské federace Vladimir Putin, předseda vlády Ruské federace Dmitrij Medvěděv, předsedkyně Rady federace Valentina Matvijenko, předseda Státní dumy Sergej Naryškin, místopředseda Státní dumy Sergej Neverov, ministr zahraničí Sergej Lavrov, primátor Moskvy Sergej Sobjanin, gubernátor Jaroslavské oblasti Sergej Jastrebov, bývalý prezident SSSR Michail Gorbačov, komisařka pro lidská práva Ella Pamfilova, bývalý předseda vlády Ruské federace Michail Kasjanov, Michail Chodorkovskij, lídr strany „Jabloko“ Sergej Mitrochin a další. Vůdce Čečenska Ramzan Kadyrov na svém blogu zhodnotil tuto vraždu jako závažný trestný čin.[zdroj⁠?!]
Opoziční strana RPR-PARNAS (Republikánská strana Ruska) uspořádala 28. února ráno na místě činu setkání. Na místě vraždy se uskutečnila spontánní pietní akce. Lidé nesli květiny a plakáty s nápisem „Je suis Boris“.[zdroj⁠?!]
Místo původně plánovaného pochodu „Jaro“ uspořádala opoziční strana 1. března pohřební průvod, jako vzpomínku na Borise Němcova. Tento průvod odsouhlasil magistrát Moskvy. Kolona, v čele s Michailem Kasjanovem a Gennadijem Gudkovem, prošla od Slovanského náměstí (stanice metra „Kitaj-gorod“) až k místu vraždy. Průvodu se zúčastnilo odhadem 20 až 50 tisíc lidí. Během akce bylo z důvodu podezření z narušení právního řádu zadrženo několik desítek členů průvodu, včetně poslance Nejvyšší rady Ukrajiny Alexeje Gončarenka, který byl ale později propuštěn. Deset účastníků, kteří byli zadrženi za používání nacistických symbolů a neuposlechnutí policie, bylo odsouzeno k osmi až patnácti dnům vězení a pokutám ve výši dvou tisíc rublů.[zdroj⁠?!]
Čtyřicátý den od vraždy Borise Němcova se hudebníci, příbuzní, přátelé a veřejní činitelé, kteří Němcova dobře znali, rozhodli uspořádat vzpomínkový maraton s názvem „Němcovův most“, který proběhl v přímém přenosu na televizním kanálu Dožď.[zdroj⁠?!]

### Mezinárodní reakce
K vraždě se vyjádřily hlavy řad států, např. Velké Británie, Maďarska, Německa, Gruzie, Itálie, Kanady, Litvy, Slovenska, USA, Ukrajiny, Finska, Francie, Estonska a také šéfové mezinárodních organizací (OSN, Evropské unie, NATO, OBSE, Rady Evropy). Většina politiků, kteří se k této události vyjádřili, vraždu odsoudila a doufá v rychlé a spravedlivé vyšetřování.[zdroj⁠?!]
12. března Evropský parlament schválil zvláštní usnesení ve věci vraždy Němcova. Smrt Němcova je v usnesení pojmenována jako „nejhorší politická vražda v moderní historii Ruska“.[zdroj⁠?!]
V červenci 2020 publikovala OSCEPA (Organization for Security and Co-operation in Europe, Parliamentary Assembly) prostřednictvím zvláštního zpravodaje Margarety Cederfelt podrobnou zprávu o vraždě Borise Němcova a okolnostech procesu i možném zadavateli vraždy, kde je jmenován jako jeden z hlavních podezřelých i Vladimir Putin.

## Vyšetřování

### Průběh vyšetřování
Ruský prezident Vladimir Putin nařídil vyšetřovacímu výboru, ministerstvu vnitra a Federální bezpečnostní službě, aby při vyšetřování Němcovovy vraždy vytvořili jednotný vyšetřovací tým. V čele vyšetřovací skupiny stanul Igor Krasnov, který dříve vyšetřoval atentát na Anatolije Čubajse a vyřešil vraždu Stanislava Markelova a Anastasije Baburové, a také případ s radikálními ruskými nacionalisty.
Hlavní vyšetřovací úřad při Vyšetřovací komisi Ruska v Moskvě zahájil ve vraždě politika trestní řízení podle odstavce „ž“, „z“ č. 2 čl. 105 Trestního zákoníku Ruska (nájemná vražda na základě předchozí domluvy skupiny pachatelů) a čl. 222 Trestního zákoníku Ruska (nezákonný obchod se zbraněmi).
Vyšetřovací komise stanovila odměnu ve výši 3 milionů rublů za jakoukoliv důležitou informaci, týkající se vraždy.
V noci po vraždě byl prohledán politikův byt na ulici „Malaja Ordynka“ a byly zabaveny dokumenty a materiály, týkající se jeho podnikání a politické činnosti. 1. března byla prohledána Němcovova kancelář v Jaroslavské oblastní dumě.[zdroj⁠?!]
Vyšetřovatelé zjistili, že vrah měl na sobě hnědý svetr a modré džíny. Pachatelé byli minimálně tři. Jeden z nich střílel, druhý přijel v automobilu a ještě minimálně jeden politika sledoval. Podle výpovědi svědka byl sestaven portrét střelce.[zdroj⁠?!]
3. března bylo vyšetřování ukončeno. Hlavním svědkem byla Anna Durická.[zdroj⁠?!]
Podle tiskové agentury Ministerstva financí Ruska, domněle vypátraný a v průběhu vyšetřování údajně zadržený automobil značky „Ford“, o kterém psala řada médií v souvislosti s vyšetřováním, patřil soukromě firmě, která provádí úřední ochranu mnohých státních zástupců. Podle ministerstva byl automobil na místě činu už v době, kdy tam bylo policejní auto a policisté. Spolu s tímto automobilem vyšetřovatelé hledají také automobil pravděpodobně světlé barvy, ve kterém pachatelé odjeli.[zdroj⁠?!]
Novinářka Antonina Samsonová („Echo Moskvy“) oznámila, že 3. března předala vyšetřovací komisi videonahrávku z místa vraždy. Samsonová se domnívá, že záznam byl pořízen 3 minuty po vraždě. Na záznamu je vidět úklidový automobil, který stál na protější straně silnice. Za ním stál zaparkovaný osobní automobil. Je také vidět, že přes most přecházelo několik osob.
Agentura „Interfax“ oznámila, že na dně řeky Moskvy, nedaleko od místa činu, byly nalezeny dvě střelné zbraně. Jedna z nich vražednou zbraní nebyla a druhá se nachází na balistické expertíze.
Podle advokáta Zaura Dadajeva, Ivana Gerasimova, bylo v případu stanoveno kolem dvaceti různých expertíz (soudně lékařské, biologické, molekulárně genetické, kriminalistické, balistické atd.).[zdroj⁠?!]
Vyšetřovací komise Ruska nařídila také lingvistickou expertízu, jejímž cílem bylo objasnit, zda se v dopisech Němcovovi nacházejí známky vyhrožování.
1. dubna bylo oznámeno, že kromě výpovědí svědků a Dadajevova doznání existují i lékařské expertízy, které dokazují jeho vinu. Sám Dadajev řekl, že se přiznal, když ho unesli neznámí lidé.[zdroj⁠?!]

### Podezřelí
7. března roku 2015 ředitel Federální bezpečnostní služby Alexandr Bortnikov oznámil, že byly zadrženy dvě podezřelé osoby – Anzor Kubašev (Gubašev) a Zaur Dadajev. Zástupce vyšetřovací komise Vladimir Markin potvrdil zadržení těchto dvou osob a také dodal, že podle vyšetřování se podíleli na organizaci a provedení. Ve stejný den tajemník Rady bezpečnosti Ingušska Albert Barachaev oznámil, že byl zadržen bratr Anzora Kubaševa (Gubaševa) Šagid, který byl podezřelý z účasti na vraždě. Vyšlo také najevo, že jeden z podezřelých, Beslan Šavanov, se vyhodil do vzduchu granátem, když se pokusili zadržet ve městě Groznyj.[zdroj⁠?!]
8. března rozhodl oblastní soud v Moskvě o zatčení Anzora Gubaševa a Šadita Gubaševa, Zaura Dadajeva, Chamzata Bachajeva a Tamerlana Eskerchanova. Zaur Dadajev byl obviněn, načež se přiznal a vypověděl, že Němcov byl zavražděn kvůli kritice islámu. Jde pravděpodobně o jeho článek na blogu „Echa Moskvy“ s názvem „Inkvizice islámu“ z 9. ledna. Tento článek byl napsán v souvislosti s teroristickým útokem na redakci časopisu Charlie Hebdo.[zdroj⁠?!]
Zaur Dadajev byl zástupcem velitele praporu pluku „Sever“ (v hodnosti poručíka), který patří mezi 46 složek, ze kterých je složeno Oddělení pro boj s organizovaným zločinem uvnitř země při Ministerstvu vnitra Ruska. Podle vůdce Čečenska Ramzana Kadyrova byl Dadajev „jedním z nejodvážnějších a nejstatečnějších vojáků pluku“, získal Řád za statečnost, medaili „Za odvahu“ a řadu dalších ocenění. Beslan Šavanov, který spáchal sebevraždu, byl také členem tohoto praporu a krátce před vraždou Němcova odešel ze služby. Anzor Gubašev byl zaměstnán u soukromé bezpečnostní firmy a jeho bratr Šadid byl řidičem u Kamského automobilového závodu.[zdroj⁠?!]
9. března byly zveřejněny výsledky policejních expertíz. Podle předběžných údajů střílel Zaur Dadajev.[zdroj⁠?!]
Deník „Novaja Gazeta“ zveřejnil 10. března článek ve kterém tvrdí, že prezidentu Putinovi bylo oznámeno, že strůjcem vraždy Němcova byl jakýsi Ruslan (příjmení měla údajně „Novaja Gazeta“ znát, ale uvedeno není), pracovník vojenských jednotek čečenského původu žijící v Moskvě, a že existuje jakýsi „seznam obětí“, na kterém kromě Němcova figurovali také Alexej Venediktov, Michail Chodorovskij a pravděpodobně Xenia Sobčak. Tiskový mluvčí prezidenta Ruské federace Dmitrij Peskov však tuto zprávu popřel s tím, že o tom nic neví a otázku „seznamu obětí“ označil za absurdní.[zdroj⁠?!]
12. března se advokáti Zaura Dadajeva (Ivan Gerasimov) a Šadida Gubaševa (Ilja Trofimov) odvolali proti zatčení svých klientů.[zdroj⁠?!]
16. března byli obviněni Šadid Gubašev, Chamzat Bachajev a Tamerlan Eskerchanov, kteří svou vinu nepřiznali.
1. dubna Moskevský městský soud zrušil rozhodnutí oblastního soudu Moskvy o zatčení Šadida Gubaševa, Chamzata Bachajeva a Tamerlana Eskerchanova, ale všichni tři museli zůstat ve vazbě. Současně bylo zamítnuto odvolání Zaura Dadajeva. Ve stejný den Eskerchanov u soudu prohlásil, že nikdy v životě nekomunikoval ani s jedním z ostatních podezřelých. Poznamenal, že Dadajeva viděl maximálně dvakrát v životě, ale nikdy s ním nekomunikoval, ani se na ničem nedomlouvali. Gubaševa a Bachajeva prý viděl poprvé v životě až v soudní síni. Jeho advokát Dimitrij Uljanov navíc poukázal na fakt, že Zaur Dadajev ve svém svědectví Eskerchanova nezmiňuje.[zdroj⁠?!]
6. dubna vrchní soud v Moskvě znovu rozhodl o zatčení Chamzata Bachajeva a Tamerlana Eskerchanova.[zdroj⁠?!]

#### Policejní účast
Podle reportérky deníku Moskovskij komsomolec Evy Merkačové, během policejní návštěvy cely předběžného zadržení ve věznici Lefortovo, kde se nacházeli účastníci atentátu a která proběhla 10. března roku 2015, obviněný Zaur Dadajev stáhnul svá doznání a prohlásil, že je nevinný. Dadajev vypověděl, že svou vinu přiznal pouze pod tlakem vyšetřovatelů a jen proto, aby byl propuštěn jeho přítel a bývalý podřízený Ruslan Jusupov, kterého zadrželi společně s ním. Dadajev také Merkačové sdělil, že měl v úmyslu říci celou pravdu u soudu, kde ale nedostal možnost promluvit. Prohlásil, že neodmítnul advokáta, kterého mu dříve najali příbuzní a státního zástupce Ivana Gerasimova viděl poprvé až u soudu.[zdroj⁠?!]
Podle sociální sítě Gulagu.net bratři Gubaševové a Dadajev prohlásili, že policejní složky použily nezákonné metody šetření, respektive je nutily k doznání. Koordinátorka stránky Gulagu.net a místopředsedkyně veřejné dozorčí komise pro dodržování práv člověka Eva Merkačová a člen Rady pro lidská práva Andrej Babuškin zjistili, že zadržení měli několik modřin a pohmožděnin na rukou a nohou, a také stopy od pout na všech čtyřech končetinách. Po této návštěvě odeslal zakladatel stránky Gulagu.net Vladimir Osečkin zprávu s prosbou o důkladnou kontrolu cely předběžného zadržení řediteli Federální vězeňské služby Gennadiji Kornijenkovi, předsedovi vyšetřovací komise Alexandru Bastrykinovi a generálnímu prokurátorovi Ruska Juriji Čajkovi.[zdroj⁠?!]
11. března předseda vyšetřovací komise Anton Cvětkov vypověděl, že prověrka rozšířené komise, jejímiž členy byli 4 členové veřejné dozorčí komise a šéf lékařské jednotky cely předběžného zadržení, během níž byli vyslechnuti Zaur Dadajev a Anzor a Šadid Gubašev a byly prověřeny jejich zdravotní záznamy, nepotvrdila závěry Merkačové a Babuškina. Vše bylo zdokumentováno videonahrávkou. Cvětkov oznámil, že modřiny a odřeniny si Anzor Gubašev způsobil sám, když jej zatýkali a Dadajev měl pouze odřeniny v oblasti kolen a stopy pout.[zdroj⁠?!]
Podle výsledků této návštěvy Cvětkov oznámil, že všichni tři podezřelí odmítají svou vinu, a také poznamenal, že zadržení si nestěžovali na podmínky ve vazbě a nepotřebovali lékařskou pomoc. Podle údajů agentury „Interfax“ však hlavní podezřelý Zaur Dadajev oficiálně neanuloval své svědectví.[zdroj⁠?!]
12. března obhájce Dadajeva Ivan Gerasimov řekl, že si jeho klient nestěžoval, že by ho někdo mučil a že se doznal. Andrej Babuškin se domnívá, že si Dadajev se svým obhájcem vzájemně nedůvěřují.[zdroj⁠?!]
12. března byli Eva Merkačová a Andrej Babuškin vyslechnuti, jakožto svědci v trestním řízení a podepsali smlouvu o mlčenlivosti.[zdroj⁠?!]
14. března zpravodajka Nove gazety Jelena Masjuk ve svém článku v novinách napsala, že společně se členem veřejné rady ministerstva vnitra Ruska pro město Moskvu, odborníkem na informační technologie a telekomunikaci, Alexandrem Kulikovským navštívili podezřelé, jakožto členové veřejné dozorčí komise. Podle nich jim Zaur Dadajev vyprávěl o tom, že ho tři dny drželi ve sklepě pytlem na hlavě a připoutaného k radiátoru. Poznamenali také, že si Dadajev stěžoval na silné bolesti nohou, kvůli kterým ani nemůže spát a vypověděl prý, že tyto bolesti způsobil elektrický proud, kterému byl vystaven. Podezřelí požádali své příbuzné o to, aby jim najali advokáty, protože státní zástupce se s nimi sešel všeho všudy dvakrát (7. a 13. března). Masjuk vypověděla, že šetření trvalo na tom, aby podepsala mlčenlivost, což odmítla.[zdroj⁠?!]

#### Účast agentů FSB
Podle zjištění investigativních novinářů serveru Bellingcat, The Insider a BBC, zveřejněných 28. března 2022, sledovalo Borise Němcova stejné vražedné komando FSB, které má na svědomí další neobjasněné politické vraždy a pokusy o otravu Vladimira Kara-Murzy a Dmitrije Bykova. Toto tajné komando FSB sledovalo také Alexeje Navalného během jeho prezidentské kampaně v roce 2017 a ve dnech a měsících před jeho otravou v roce 2020. Cestovní údaje ukázaly, že členové stejné jednotky zřejmě sledovali nejméně tři další aktivisty, kteří později za záhadných okolností zemřeli. 
V roce 2015 byl Němcov po dobu deseti měsíců sledován příslušníky druhé služby FSB. Tito agenti ho přestali sledovat jen během poslední cesty před Němcovovou popravou pistolí v Moskvě 27. února 2015. Velká část obžaloby údajných vrahů se opírala o porovnání DNA provedené Kriminalistickým ústavem - stejným oddělením FSB, které spolupracovalo s Němcovovými sledovateli a při otravách dalších opozičních osobností.
Vražedná jednotka FSB se skládá z odborníků na chemické zbraně z Kriminalistického ústavu FSB a důstojníků z Ředitelství pro ochranu ústavního pořádku druhé služby FSB, která zajišťuje vnitropolitické hrozby. Bellingcat identifikoval významnou roli důstojníka FSB Valerije Suchareva v operacích proti Navalnému, Kara-Murzovi a Dmitriji Bykovovi. Sucharev hrál při Navalného otravě také koordinační roli – vyměnil si přes sto telefonátů s pěti agenty FSB zapletenými do pokusu o atentát – včetně jednoho z vedoucích operace Stanislava Machakova.